# Laurion

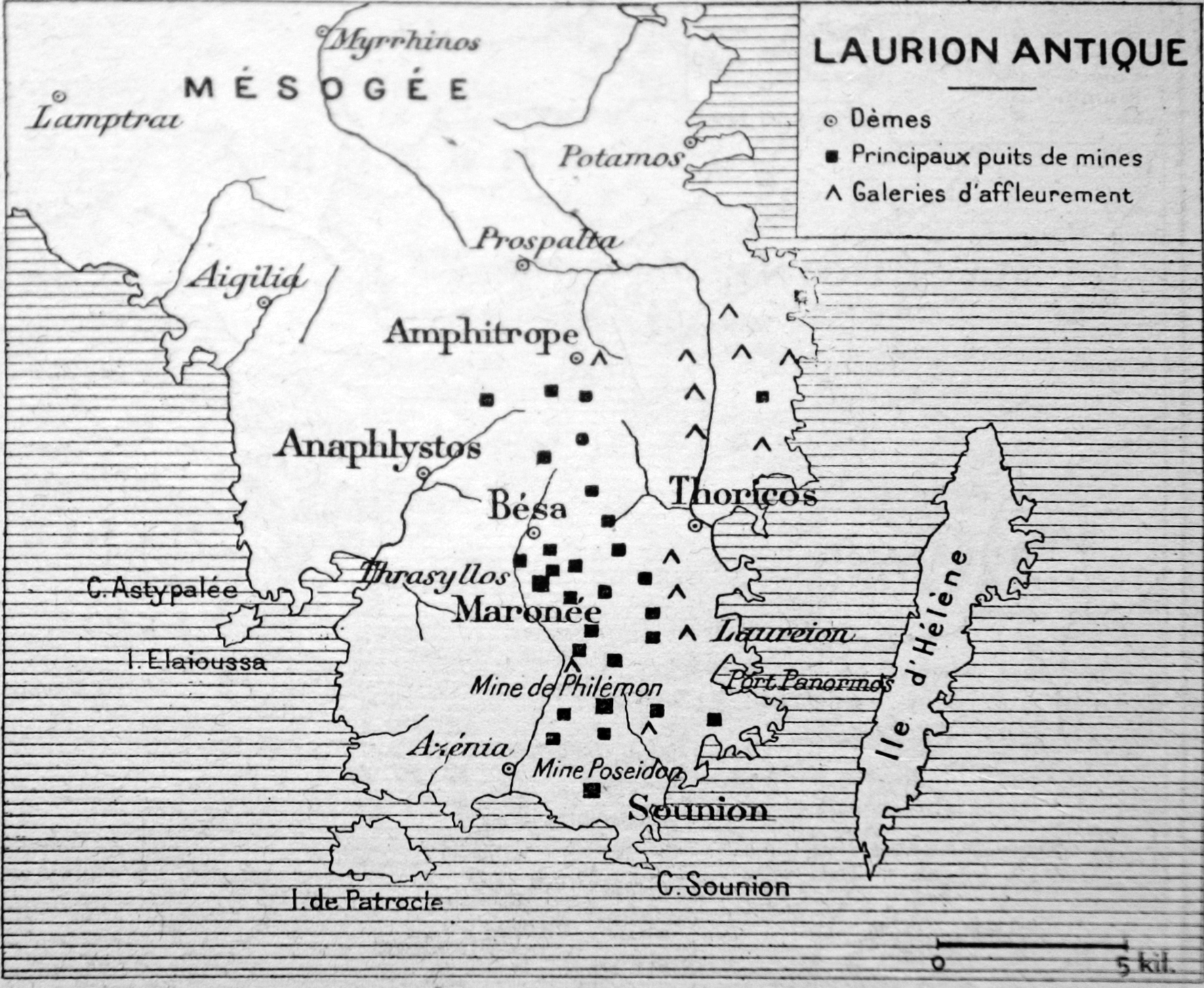
Kaart van de mijnen van Laurion

Laurion, Laurium, Lávrion of Lavrio is een stad bij kaap Soenion in het zuidoostelijk deel van Attika, Griekenland. Laurium was fameus in de Klassieke Oudheid vanwege zijn zilvermijnen, die een van de voornaamste grondstoffen van de Atheense staat leverden. Het zilver werd vooral gebruikt voor muntstukken. Laurion is als havenstad van minder belang dan het nabijgelegen Piraeus.

## Geschiedenis
Na de slag bij Marathon overtuigde Themistocles rond 483 v.Chr. de Atheners ervan de opbrengst van de zilvermijnen te gebruiken voor het vergroten van de Atheense vloot tot 200 triremen, en dus de fundamenten te leggen voor een Atheense marinemacht. Tegen het einde van de 5e eeuw daalde het rendement, wat deels te wijten was aan de Spartaanse bezetting van Dekeleia.